# Szlaki turystyczne w powiecie międzychodzkim
Szlaki turystyczne w powiecie międzychodzkim – sieć szlaków turystycznych, przebiegających przez powiat międzychodzki, położony w zachodniej części województwa wielkopolskiego.

## Walory turystyczne powiatu
Powiat międzychodzki należy do najatrakcyjniejszych przyrodniczo regionów Wielkopolski. Z powodu tych aspektów jego obszar został objęty licznymi formami ochrony przyrody. Gminy Sieraków, Chrzypsko Wielkie oraz północna część gminy Kwilcz leżą na terenie Sierakowskiego Parku Krajobrazowego, chroniącego unikatowe elementy rzeźby polodowcowej Pojezierza Międzychodzko-Sierakowskiego. Na terenie parku znajdują się liczne pomniki przyrody, punkty widokowe oraz 5 rezerwatów przyrody. Natomiast wschodnio-południowa część gminy Międzychód obejmuje niewielki obszar Pszczewskiego Parku Krajobrazowego, chroniącego głównie przyrodnicze walory Doliny Kamionki.
Za prawym brzegiem Warty przecinającej gminy Sieraków oraz Międzychód leży Puszcza Notecka. Dzięki temu, gminy te cechuje wysoka lesistość (ponad 50%).
Ważnym elementem turystyki poznawczej, są także zabytkowe miasteczka regionu – Sieraków i Międzychód.

## Szlaki piesze

### Szlaki piesze PTTK
Zwiedzając tereny Pojezierza Międzychodzko-Sierakowskiego można zdobyć Regionalną Odznakę PTTK „Turysta Pojezierza Międzychodzko-Sierakowskiego”. Odznaki przyznaje Zarząd Oddziału PTTK w Szamotułach. Ze względów historycznych i tradycyjnych szlaki piesze PTTK można pogrupować na „międzychodzkie” i „sierakowsko-kwileckie”.

#### Szlaki „międzychodzkie”[1]
- Międzychód – przez gminę przebiega gęsta sieć szlaków pieszych. Na krótszych, bądź dłuższych odcinkach wytyczono 6 szlaków turystycznych.

| Symbol                      | Szlak                   | Liczba gmin | K | M | Prz | Psz | S | W | Długość (km) | Liczba miejscowości na trasie | Przebieg (km) |
| --------------------------- | ----------------------- | ----------- | - | - | --- | --- | - | - | ------------ | ----------------------------- | --- |
| szlak turystyczny żółty     | Pieszy PTTK żółty       | 5           | T | T | T   | T   | T |   | 68,6         | 15                            | Stare Osieczno → Sowia Góra (0) → Międzychód (15,8) → Zatom Stary → Ławica → Chalin → Prusim → Kamionna (37,2) → Mnichy (RP „Dolina Kamionki”) → Łowyń (51,1) → Nowe Gorzycko → Wierzbno (68,6)                                                      |
| szlak turystyczny czerwony  | Pieszy PTTK czerwony    | 1           |   | T |     |     |   |   | 23,9         | 9                             | Międzychód (0) → Bielsko (0,6) → RP „Kolno Międzychodzkie” (4,2) → Kamionna (8,3) → RP „Dolina Kamionki” (13) → Krzyżkówko (20,6) → Lewice (23,9) |
| szlak turystyczny niebieski | Pieszy PTTK niebieski   | 5           |   | T | T   | T   | T | T | 59,6         | 12                            | Zbąszyń → Trzciel → Pszczew → Lubikowo →→ Gorzycko (0) → Międzychód (7,2) → Jez. Koleńskie (11,2) → Ławica (16) → Góra → Sieraków (31,3) → Bucharzewo (38,5) → Kobusz → Miały (59,6)                                                                 |
| szlak turystyczny czarny    | Pieszy PTTK czarny (I)  | 2           |   | T |     |     | T |   | 44,8         | 15                            | RP „Kolno Międzychodzkie” (0) → Zielona Chojna → Międzychód (12,2) → Przedlesie → Radgoszcz (16,8) → Kaplin → Radusz → „Matecznik” Błota (29,4) → Kukułka (33,8) → RP „Czaple Wyspy” → RP „Mszar nad jez. Mnich” → Kobylarnia (39) → Sieraków (44,8) |
| szlak turystyczny czarny    | Pieszy PTTK czarny (II) | 1           |   | T |     |     |   |   | 12,7         | 2                             | Gorzyń (0) → Sterki (5) → „Królewska Góra” (8,1) → Dormowo → Gorzyń (12,7) |

#### Szlaki „sierakowsko-kwileckie”[1]
| Symbol                     | Szlak                    | Liczba gmin | Ch | K | M | P | S | W | Długość (km) | Liczba miejscowości na trasie | Przebieg (km) |
| -------------------------- | ------------------------ | ----------- | -- | - | - | - | - | - | ------------ | ----------------------------- | --- |
| szlak turystyczny czerwony | Pieszy PTTK czerwony     | 4           |    | T | T |   | T | T | 65,1         | 15                            | Sieraków (0) → RP „Buki nad Jez. Lutomskim” (3,1) → PW „Góra Głazów” → Kurnatowice (12,1) → Prusim (19,9) → Zatom Nowy → Zatom Stary (27,5) → Kukułka (35,3) → Jez. Lichwińskie → Jez. Bucharzewskie (46) → Chojno → Mokrzec (65,1) |
| szlak turystyczny zielony  | Pieszy PTTK zielony      | 2           | T  | T |   |   |   |   | 17,7         | 4                             | Chrzypsko Wielkie (0) → Łężeczki (14,3) → Jezioro Białokoskie → Lubosz (17,7) |
| szlak turystyczny żółty    | Pieszy PTTK żółty        | 4           | T  |   |   | T | T | T | 56,1         | 15                            | Nojewo (0) → Jez. Wielkie → Mylin → jez. Krzymień → Tuchola (24,8) → Sieraków (28,8) → Marianowo → RP „Mszar nad jez. Mnich” (34,3) → RP „Cegliniec” → Borowy Młyn → Kobusz → Piłka (56,1)                                          |
| szlak turystyczny czarny   | Pieszy PTTK czarny (I)   | 1           |    |   |   |   | T |   | 19,3         | 7                             | Góra (0) → Grobia (3,9) → Jez. Jaroszewskie (4,9) → Sieraków (8,4) → Lesionki → Lutom (15) → Lutomek (18,2) → szlak czerwony PTTK (19,3)                                                                                            |
| szlak turystyczny czarny   | Pieszy PTTK czarny (II)  | 1           | T  |   |   |   |   |   | 7,7          | 3                             | Łężeczki (0) → Chrzypsko Małe → jez. Liśnia → szlak żółty PTTK (7,7) |
| szlak turystyczny czarny   | Pieszy PTTK czarny (III) | 2           |    | T |   |   | T |   | 16           | 5                             | Kwilcz (0) → Rozbitek (2,1) → szlak czerwony PTTK (3,5) → Chalin (10,8) → Kłosowice (16) |

### Ścieżki dydaktyczne

#### W gminie Sieraków
W okolicy wsi Chalin zlokalizowane są 3 ścieżki dydaktyczne:
- Ścieżka dydaktyczna Jary koło Chalina,
- Ścieżka dydaktyczna nad Jeziorem Małym,
- Ścieżka dydaktyczna Stawy w Gardówcu (5,2 km).

Dodatkowo w Puszczy Noteckiej utworzono 3 szlaki edukacyjno-przyrodnicze:
- Leśny Ogród Edukacyjny: Leśna Przygoda w Bucharzewie[3],
- Ścieżka dydaktyczna przy schronisku turystycznym Chata Zbójców w Bucharzewie: Ostępy Puszczy Noteckiej,
- Ścieżka przyrodniczo-leśna: Marianówka w Marianowie.

#### W gminie Międzychód
Ścieżka dydaktyczna Bobrowy Zakątek (5 km)
1. Murawa napiaskowa
2. Jez. Młyńskie
3. Stara osada
4. Młyn
5. Olsy
6. Orientacja w terenie
7. Jakie to drzewo?
8. Bobry
9. Święto Lasu
10. Od uprawy do starodrzewia
11. Szkółka leśna

## Szlaki rowerowe
Znakiem szlaku rowerowego jest kwadrat 20 × 20 cm. W jego górnej części znajduje się symbol roweru, w dolnej – prostokąt w kolorze szlaku. Zmiany kierunku jazdy wskazuje się w postaci strzałek; koniec i początek szlaku symbolizuje koło.

### Sierakowska sieć szlaków rowerowych
Szlaki te zostały wytyczone w kwietniu i maju 2006 roku. Ich łączna długość wynosi 105 km. Są one tak wytyczone, aby z każdego miejsca wrócić do Sierakowa. Tablica schematu szlaków znajduje się w centrum rynku, w pobliżu pomnika. Osią szlaków turystyki rowerowej w gminie Sieraków jest istniejący od kilku lat szlak czarny R8, który wiedzie z Poznania do Międzychodu.
Wytyczono 5 tras rowerowych przebiegających głównie przez gminę Sieraków:
| Szlak                    | Nazwa            | Długość | Trasa |
| ------------------------ | ---------------- | ------- | --- |
| szlak rowerowy zielony   | Do Stada         | 0,6 km  | Sieraków – rynek(0 km) → Muzeum „Zamek Opalińskich” (0,3 km) → Stado Ogierów (0,6 km) |
| szlak rowerowy żółty     | Krajobrazowy     | 21,7 km | Góra(0 km) → Jaskółcza Skarpa (0,1 km) → jez. Jaroszewskie(0,9 km) → Jaroszewo(2,5 km) → RP „Buki nad Jeziorem Lutomskim”(5,6 km) → Lutomek(6,8 km) → Lutom(9,8 km) → Kaczlin(14,9 km) → leśniczówka Tuchola(17,1 km) → Tuchola (18,8 km) → R8 (21,7 km) |
| szlak rowerowy niebieski | Dzikich Zakątków | 18 km   | Bucharzewo „Chata Zbójców” (0 km) → jez. Niedziółka (4,2 km) → Piaski (5,4 km) → leśniczówka Góra (9,5 km) → leśniczówka Ławica (13,1 km) → Jez. Ławickie (14,9 km) → R8 (18 km) |
| szlak rowerowy czerwony  | Akademicki       | 41,5 km | Jaroszewo (0 km) → jez. Jaroszewskie (0,1 km) → Sieraków (2,7-3,7) → Piaski (3,8-4,8 km) → Marianowo (Dąb „Józef”; „Marianówka”) (6,6-7,2 km) → Kobylarnia (10,2 km) → Chorzępowo (13,2 km) → jez. Barlin (16,2-17,6 km) → „Matecznik” Błota (22,9 km) → leśniczówka „Pławiska” (mogiła powstańcza, wieża przeciwpożarowa) (26,7-28,9 km) → leśniczówka „Lichwin” (31,8 km) → Jez. Lichwińskie (31,9 km) → Jeziorno (34,4 km) → leśniczówka Samita (39,6 km) → Bucharzewo: Bukowce;"Chata Zbójców") (41,5 km) |
| szlak rowerowy czarny    | Przez Prom       | 7,1 km  | Chorzępowo (0 km) → Zatom Nowy (1,7 km) → prom na Warcie(1,9 km) → Zatom Stary (2,2 km) → Ławica (7,1 km) |

### Inne

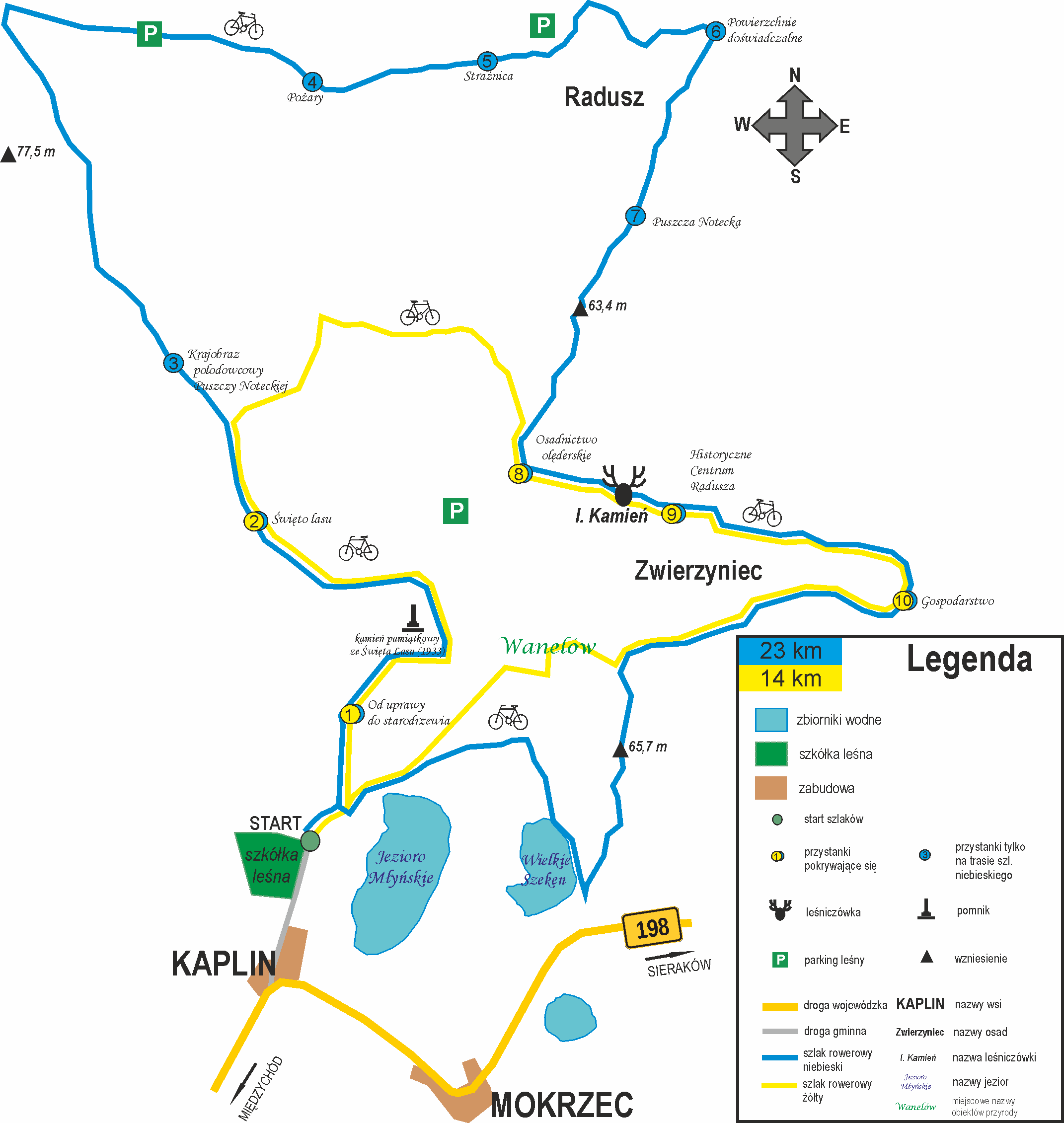
Mapa szlaków rowerowych Śladami Radusza

Śladami Radusza – to dwa szlaki rowerowe historyczno-krajoznawcze biegnące przez Puszczę Notecką do osady Radusz w gminie Międzychód. Szlaki wybiegają z wioski Kaplin, przebiegając równolegle drogą obok zachodniego brzegu jeziora Młyńskiego. Te ścieżki rowerowe w Puszczy Noteckiej prowadzą po pozostałościach dużej wsi Radusz, zlikwidowanej w czasach okupacji hitlerowskiej.
- Śladami Radusza – krótszy wariant (14 km)
 Kaplin → pamiątkowy kamień z 1933 r. ze Święta lasu → leśniczówka Kamień → Zwierzyniec → Wanelów → powrót do Kaplina na płn.-zach. brzegu Jeziora Młyńskiego.
- Śladami Radusza – dłuższy wariant (23 km)
 Kaplin → pamiątkowy kamień z 1933 r. ze Święta lasu → wzniesienie 77,5 m w okolicy Sowiej Góry → osada leśna Radusz → wzniesienie 63,4 m w okolicy leśniczówki Kamień → Zwierzyniec → jez. Wielkie Szeken → powrót do Kaplina na płn.-zach. brzegu jeziora Młyńskiego.

Wokół Jeziora Chrzypskiego
- – oznakowany drogowskazami czarny szlak rowerowy biegnący wokół największego na Poj. Międzychodzko-Sierakowskim jeziora Chrzypskiego, biegnący z Chrzypska Wielkiego, przez Chrzypsko Małe i Łężeczki (8 km).

## Szlaki wodne
- Lokalne szlaki kajakowe:
  - Jez. Chrzypskie → Jez. Białeckie → Jez. Lutomskie → rz. Warta
  - Chalin: Ośrodek Edukacji Przyrodniczej → Jez. Ławickie → jez. Janukowo → Jez. Koleńskie → Jez. Bielskie → rz. Warta
- Szlak żeglugi śródlądowej:
  - Odcinek na cał długość rzeki Warty w ramach tzw. „Wielkiej Pętli Wielkopolski”, tj. trasy od jezior goplańskich, rzeką Wartą i Notecią, z przystanią w Międzychodzie.

## Szlaki konne
- Szlak Konny "Wilczy szlak"

Łączna długość szlaku wynosi 143 km. Wytyczony jest on ze Stęszewka koło Pobiedzisk do Bucharzewa w gminie Sieraków. Oznakowany jest białym prostokątem z sylwetką konia i stosownymi drogowskazami.
- Ścieżka konna Stajnia Mokrzec → Czapliniec

Trasa:
Mokrzec → Olchowy Młyn → leśniczówka Czapliniec → Jez. Piaskowe → Jez. Środkowe → Mokrzec

## Szlaki historyczne i kulturowe

### Szlakiem Znanych Międzychodzian[1]
Trasa miejska w Międzychodzie „Szlakiem Znanych Międzychodzian” ma długość około 2 km.
| lp | ulica        | osoba (-y)                              | narodowość | powiązanie z ulicą             | zajęcie i osiągnięcia |
| -- | ------------ | --------------------------------------- | ---------- | ------------------------------ | --- |
| 1  | Strzelecka   | B. Rohowski                             | Polska     | mieszkaniec                    | konstruktor pierwszych polskich maszyn do pisania                                                                                               |
| 2  | Piłsudskiego | Carl i Georg Busse                      | Niemcy     | miejsce urodzenia              | literaci |
| 3  | Chramca      | dr Andrzej Chramiec; Teresa Remiszewska | Polska     | mieszkaniec; miejsce urodzenia | lekarz powiatowy i orędownik uzdrowiskowych walorów Międzychodu; samotna żeglarka                                                               |

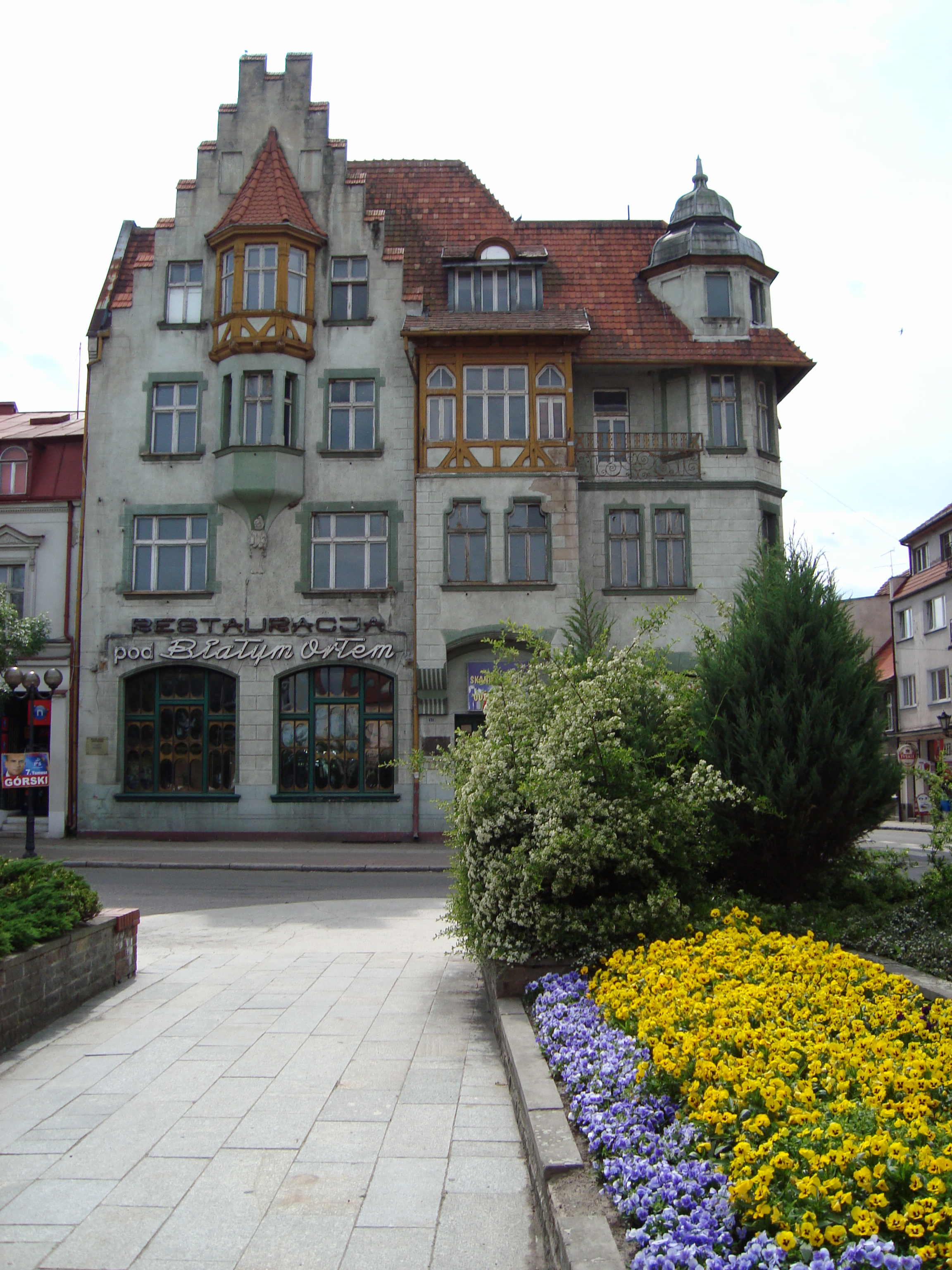
W nieczynnym dziś hotelu „Pod Białym Orłem” gościła m.in. słynna aktorka Pola Negri

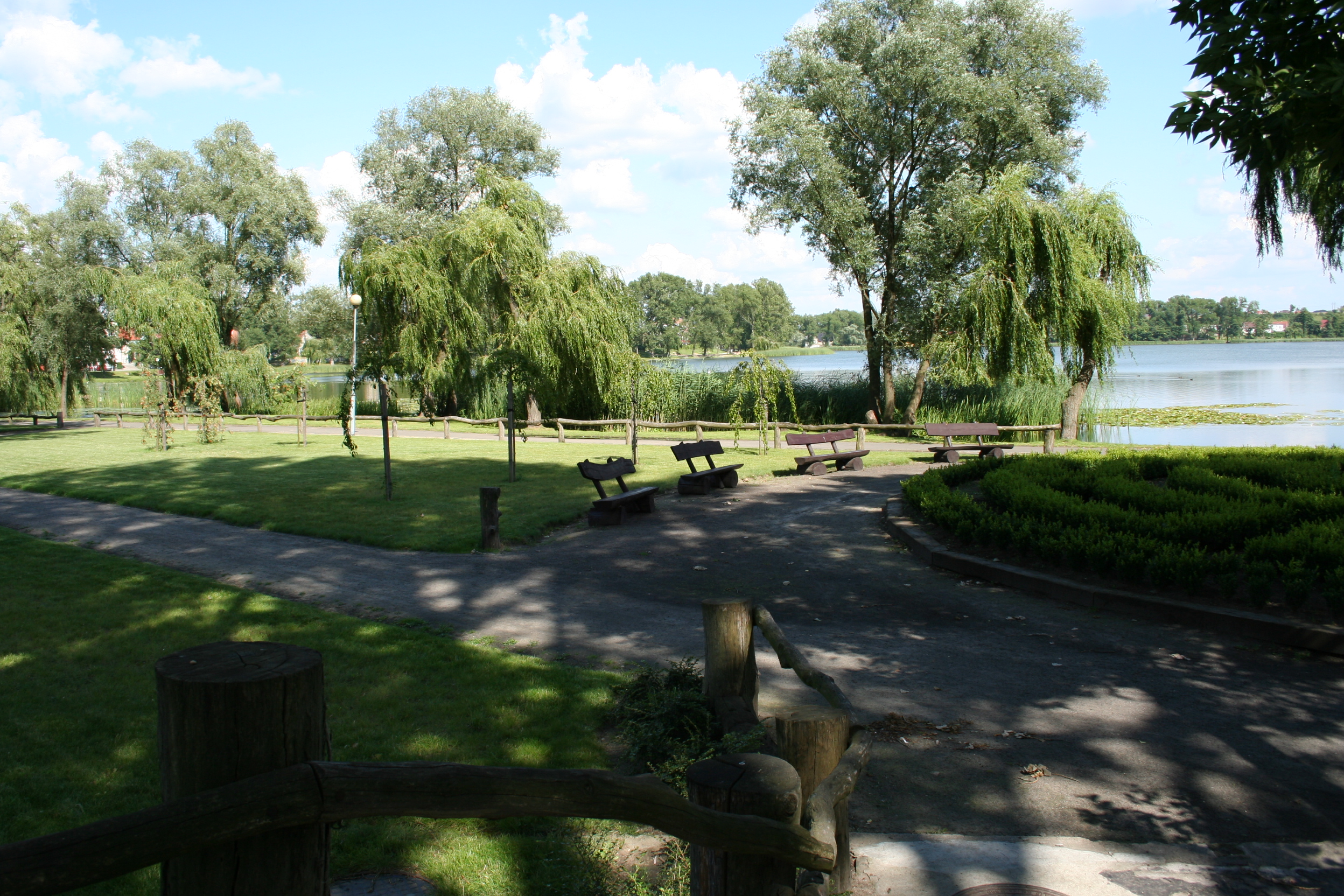
Park koło Jez. Miejskiego nazwany został na cześć międzychodzkiego fundatora i sponsora, Oscara Tietza

| 4  | 17 stycznia  | K. Walkowiak                            | Polska     | miejsce urodzenia              | dyr. Centromoru, kierujący komisją ekspertów przy zakupie MS „Stefan Batory”; później Radca Handlowy w Panamie i Ghanie                         |
| 5  | 17 stycznia  | Hugo Hirsch                             | Niemcy     | miejsce urodzenia              | kompozytor operetek |
| 6  | Rynkowa      | Włodzimierz Matuszak                    | Polska     | miejsce urodzenia              | aktor |
| 7  | Rynek        | Pola Negri                              | Polska     | gość                           | w byłym hotelu „Pod Białym Orłem” gościła min. ta słynna aktorka                                                                                |
| 8  | Kilińskiego  | Wiktor Kinecki                          | Polska     | mieszkaniec                    | Naczelnik ZHP, ambasador w Indiach i Jugosławii                                                                                                 |
| 9  | Tietza       | Leonhard i Oscar Tietz                  | Niemcy     | miejsce urodzenia              | założyciele sieci handlowych „Hertie” i „KaDeWe”; poza tym Oscar był dobroczyńcą miasta i fundatorem parku, stadionu, łazienek i hali sportowej |
| 10 | 3 Maja       | Hermann Tietz                           | Niemcy     | miejsce urodzenia              | stryj ww.- nauczyciel zawodu kupieckiego; współzałożyciel sieci „Hertie”                                                                        |
| 11 | Sikorskiego  | A. Rzążewska-Miniszewska                | Polska     | mieszkanka                     | przyjaciółka Stefana Żeromskiego, pierwowzór Laury z „Przedwiośnia”                                                                             |